# Váy ngắn

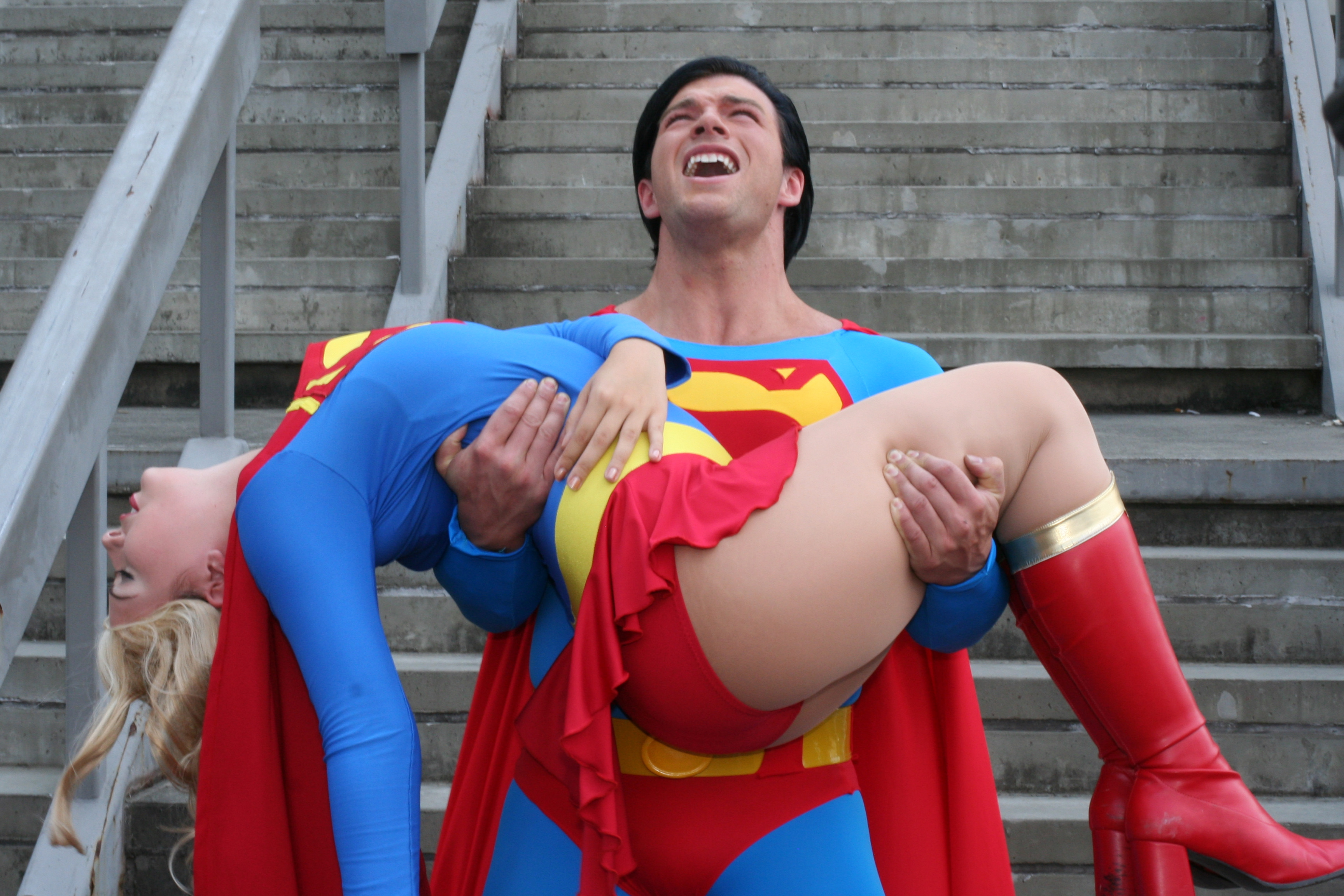
Hóa trang nữ siêu nhân Supergirl với chiếc váy ngắn hở đùi màu đỏ, thiết kế váy ngắn bắt nguồn sớm từ những nhân vật truyện tranh khoa học viễn tưởng mô tả những người phụ nữ đến từ tương lai với một "sự kết hợp kiểu mẫu" giữa chiếc váy ngắn bằng kim loại, áo ngực và bốt (ủng)

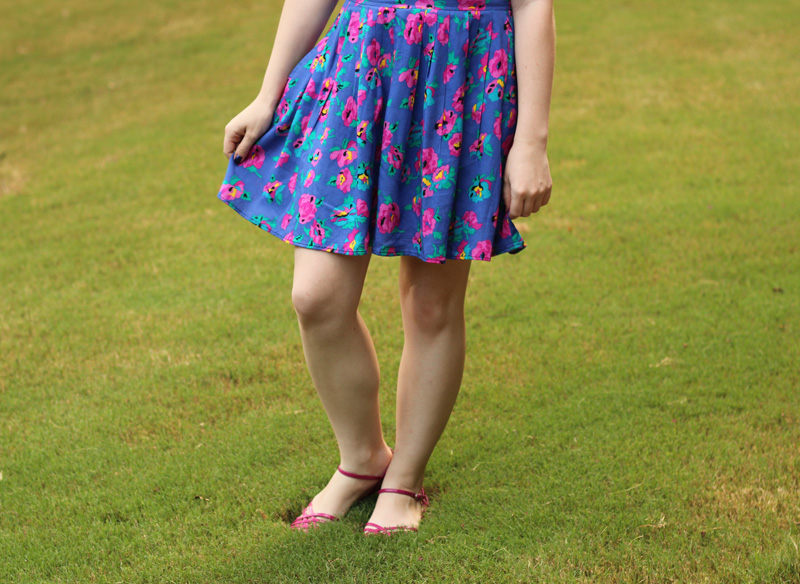
Một kiểu váy ngắn tím hồng

Váy ngắn (Miniskirt) là một kiểu váy cho nữ giới có độ dài trên đầu gối, thường ngắn đến giữa đùi không quá 10 cm, đó là một chiếc váy có gấu váy cao trên đầu gối, thông thường là nằm ở khoảng giữa đùi, nhưng buộc phải đáp ứng đúng yêu cầu dài 10 cm kể từ vòng 3 trở xuống và một cái váy có đường viền như vậy trong tiếng Anh được gọi là Minidress hoặc Miniskirt và một chiếc váy Micro-miniskirt hoặc Microskirt (siêu ngắn) là một chiếc váy mini có đường viền ở đùi trên, ở hoặc ngay dưới đáy quần hoặc mức đồ lót. Không chỉ đóng một ý nghĩa quan trọng trong sự phát triển của thời trang, trang phục này còn góp phần không nhỏ trong tiến trình đòi quyền bình đẳng của nữ giới ở thế kỷ XX. Với sự gia tăng của đường viền váy, việc mặc quần bó hoặc quần tất, thay vì tất, trở nên phổ biến hơn nhưng cũng có một số phản đối ở Hoa Kỳ đối với váy ngắn vì ảnh hưởng xấu đến giới trẻ nhưng điều này đã giảm dần đi khi mọi người trở nên quen thuộc hơn với những chiếc váy ngắn.
Dù còn nhiều quan điểm nhưng thế giới công nhận Mary Quant là tác giả của loại trang phục này, khi bà là người đầu tiên đưa nó đến với công chúng, khiến trang phục này trở nên phổ biến, để phái đẹp có thể thoải mái diện váy ngắn trên đường phố. Một số nhà thiết kế đã được ghi nhận là người phát minh ra váy ngắn những năm 1960, đáng chú ý nhất là nhà thiết kế Mary Quant ở London và André Courrèges người Paris. Mặc dù Quant được cho là đã đặt tên cho chiếc váy theo tên hãng xe yêu thích của bà tên là Mini nhưng không có sự đồng thuận về việc ai là người đầu tiên thiết kế nó. Valerie Steele đã lưu ý rằng tuyên bố rằng Quant là người đầu tiên được hỗ trợ bằng bằng chứng thuyết phục hơn so với tuyên bố tương tự của Courrèges. Nhờ vị thế của bà Quant tại trung tâm của thời trang Luân Đôn, váy ngắn đã có thể lan rộng từ một kiểu thời trang đường phố đơn giản thành một xu hướng quốc tế lớn, không chỉ có giá trị thẩm mỹ đáng kể mà còn có giá trị chính trị đáng kể.

## Lịch sử
Có những bằng chứng còn cho rằng phụ nữ Ai Cập thời cổ đại cũng mặc những chiếc váy ngắn trên đầu gối, khiến các học giả tin rằng, váy ngắn đã xuất hiện từ những năm 4700 trước công nguyên. Các nhà khảo cổ học và sử gia đã xác định được những trường hợp quần áo giống váy ngắn từ khoảng năm 1390–1370 trước Công nguyên. Ở Trung Quốc có những bằng chứng khảo cổ cho thấy phụ nữ đã mặc váy ngắn (tiểu y) từ thời Chiến quốc. Vào thời nhà Tần, triều đại đế quốc đầu tiên của Trung Quốc, một số váy ngắn mà đàn ông mặc thậm chí còn ngắn đến giữa đùi như được phát hiện thấy trong đội quân đất nung của Tần Thủy Hoàng. Các bức tượng nhỏ do nền văn hóa Vinča (khoảng năm 5700–4500 trước Công nguyên) tạo ra đã được các nhà khảo cổ học giải thích là đại diện cho những người phụ nữ mặc trang phục giống váy ngắn.
Vào đầu thế kỷ XX, chiếc váy chuối của vũ công Josephine Baker mà cô mặc trong buổi biểu diễn vào giữa những năm 1920 của mình tại Folies Bergère sau đó được ví như một chiếc váy ngắn. Những chiếc váy cực ngắn đã trở thành hình ảnh chủ đạo của khoa học viễn tưởng thế kỷ XX, đặc biệt là trong các tác phẩm nghệ thuật rẻ tiền những năm 1940, chẳng hạn như tác phẩm của Earle K. Bergey, người đã mô tả những người phụ nữ tương lai trong một "sự kết hợp khuôn mẫu" giữa váy ngắn kim loại, áo ngực và bốt (ủng), điển hình là hình tượng nữ siêu nhân Supergirl. Váy ngắn khoa học viễn tưởng xuất hiện trong các bộ phim và chương trình truyền hình cũng như trên bìa truyện tranh. Những chiếc váy cực ngắn mà các nhân vật nữ thường mặc là Carol và Tonga (do Virginia Hewitt và Nina Bara thủ vai) trong loạt phim truyền hình Space Patrol (Tuần tra không gian) năm 1950–1955 có thể được coi là những chiếc váy 'siêu ngắn' đầu tiên xuất hiện trên truyền hình Mỹ. Ngược lại, Space Patrol được khen ngợi vì lành mạnh và thân thiện với gia đình, mặc dù váy ngắn của phụ nữ sẽ không được chấp nhận trong các bối cảnh khác. Mặc dù những người phụ nữ thế kỷ XXX trong Space Patrol được trao quyền, là chuyên gia trong lĩnh vực của họ và phần lớn được đối xử bình đẳng, nhưng "chính những chiếc váy đã khơi dậy những ký ức khó phai mờ".

## Hình ảnh

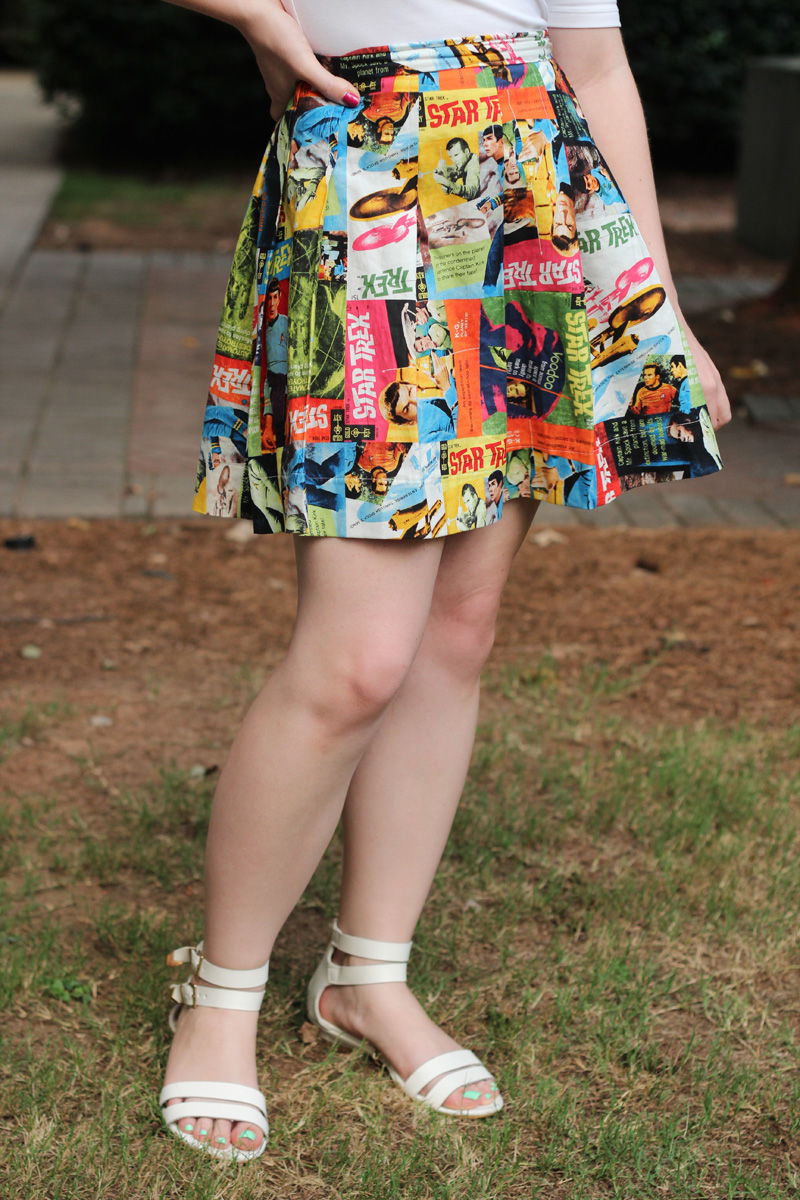
Một kiểu váy ngắn sặc sỡ
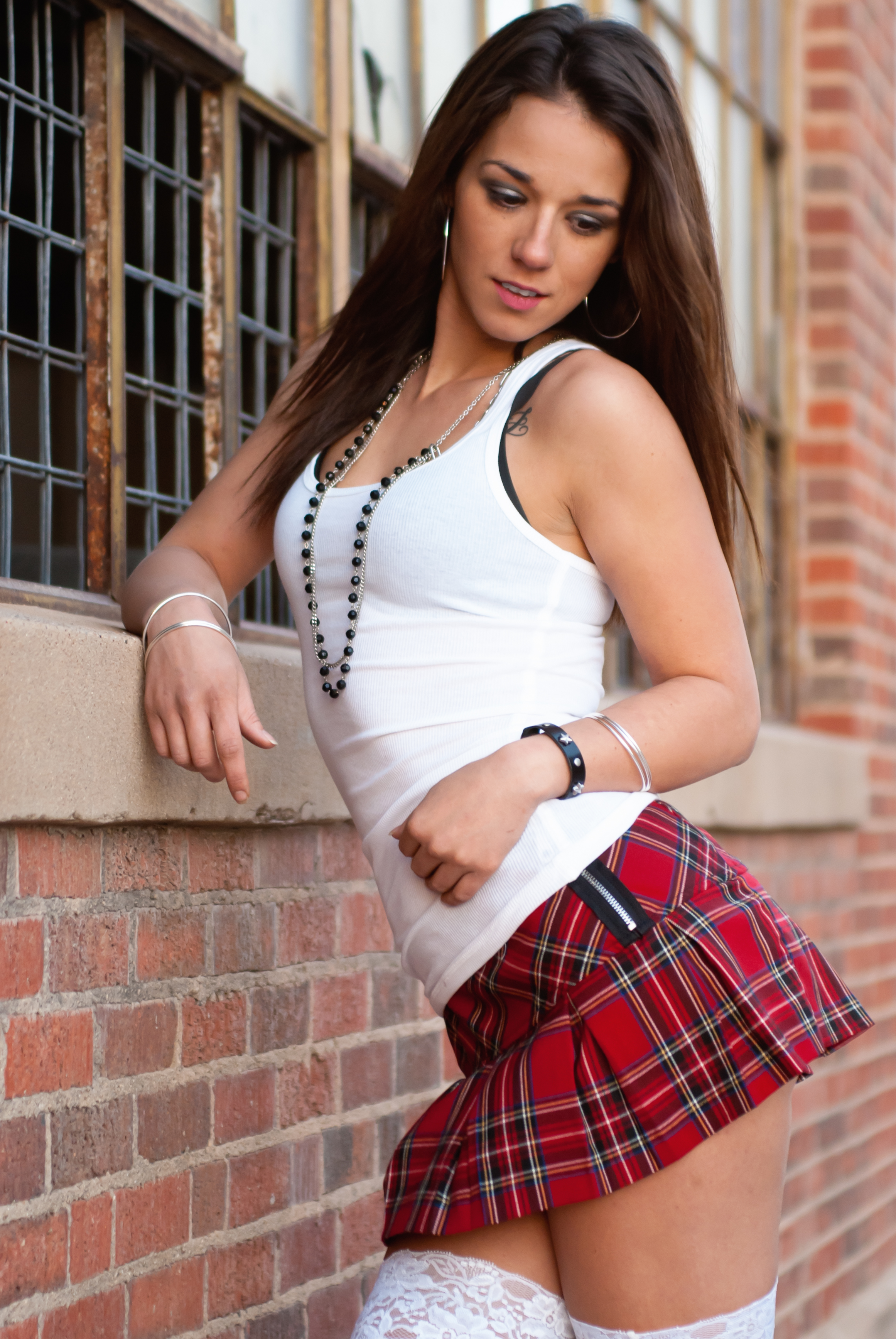
Một người mẫu với váy ngắn
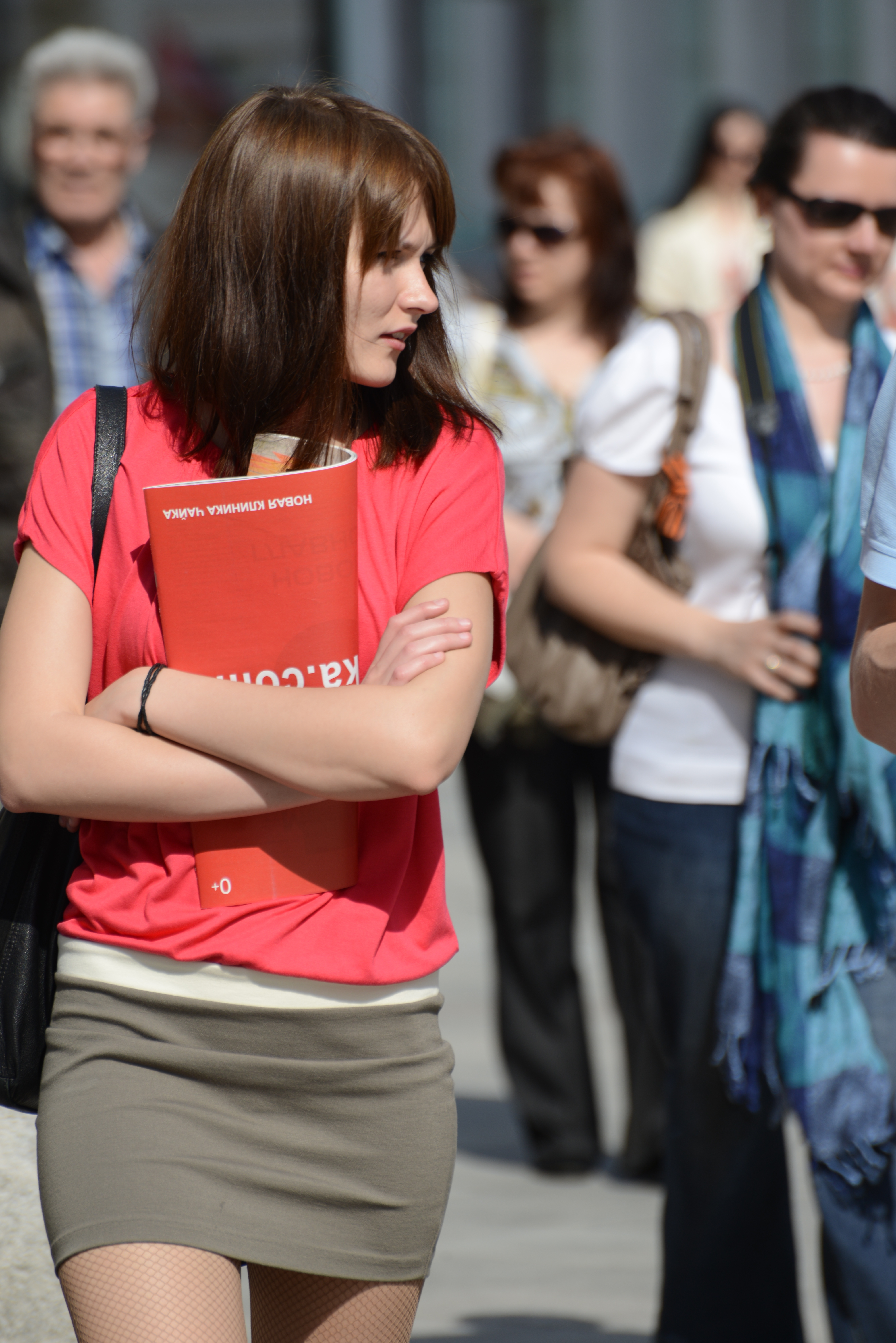
Váy ngắn kiểu công sở
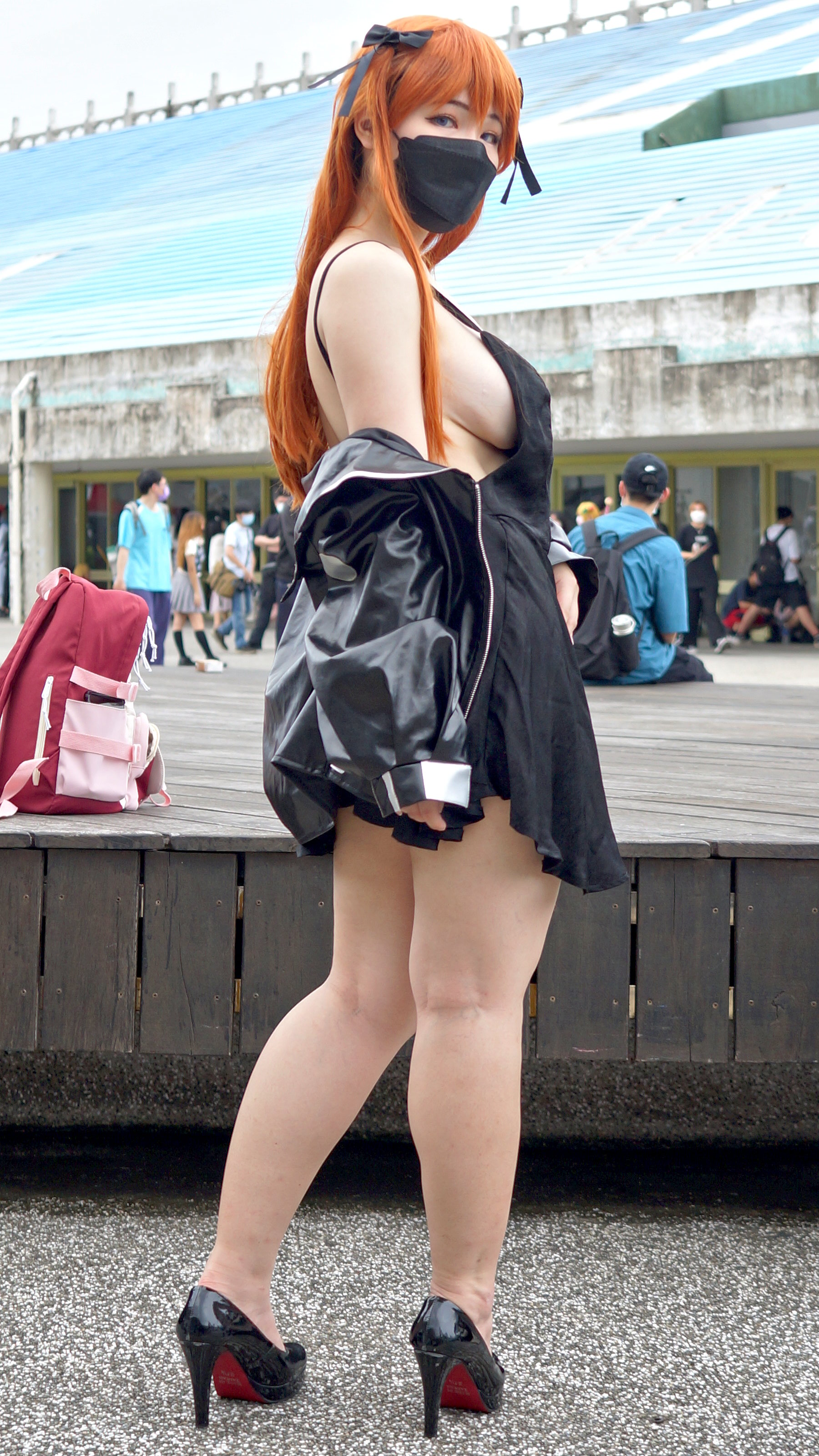
Hóa trang với váy ngắn
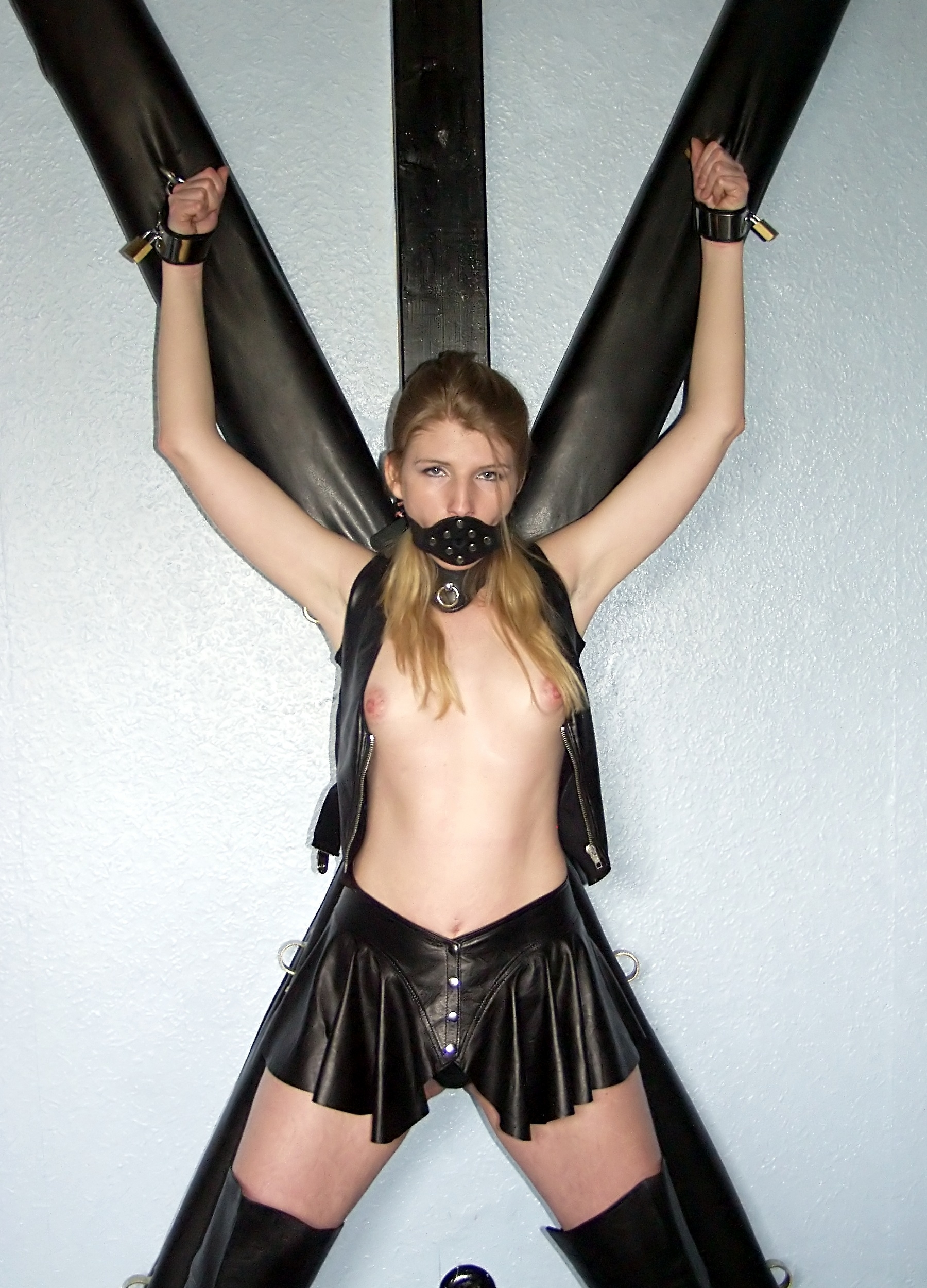
Diễn cảnh tra tấn với váy ngắn
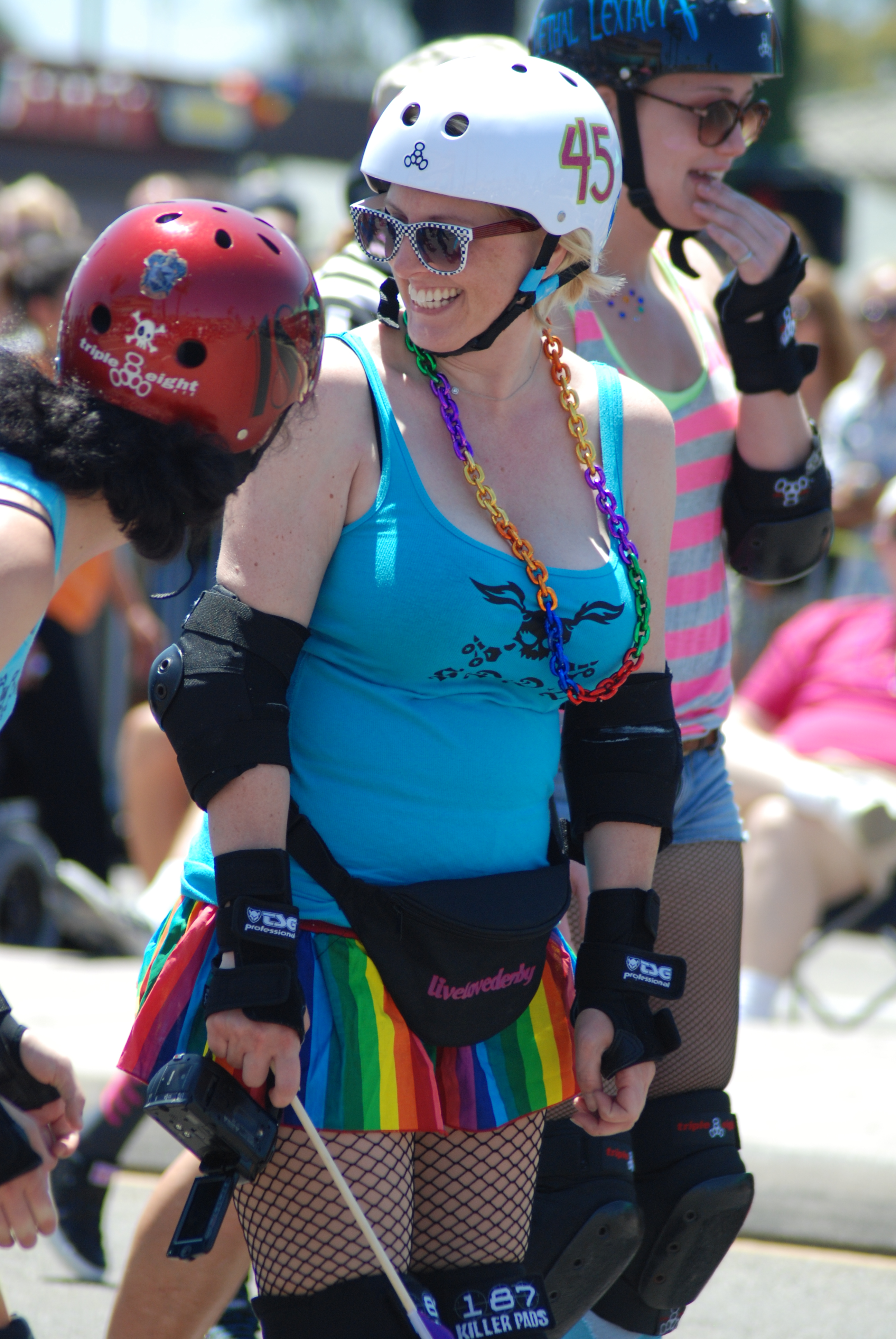
Bận váy ngắn ở một lễ hội LGBT ở San Diego
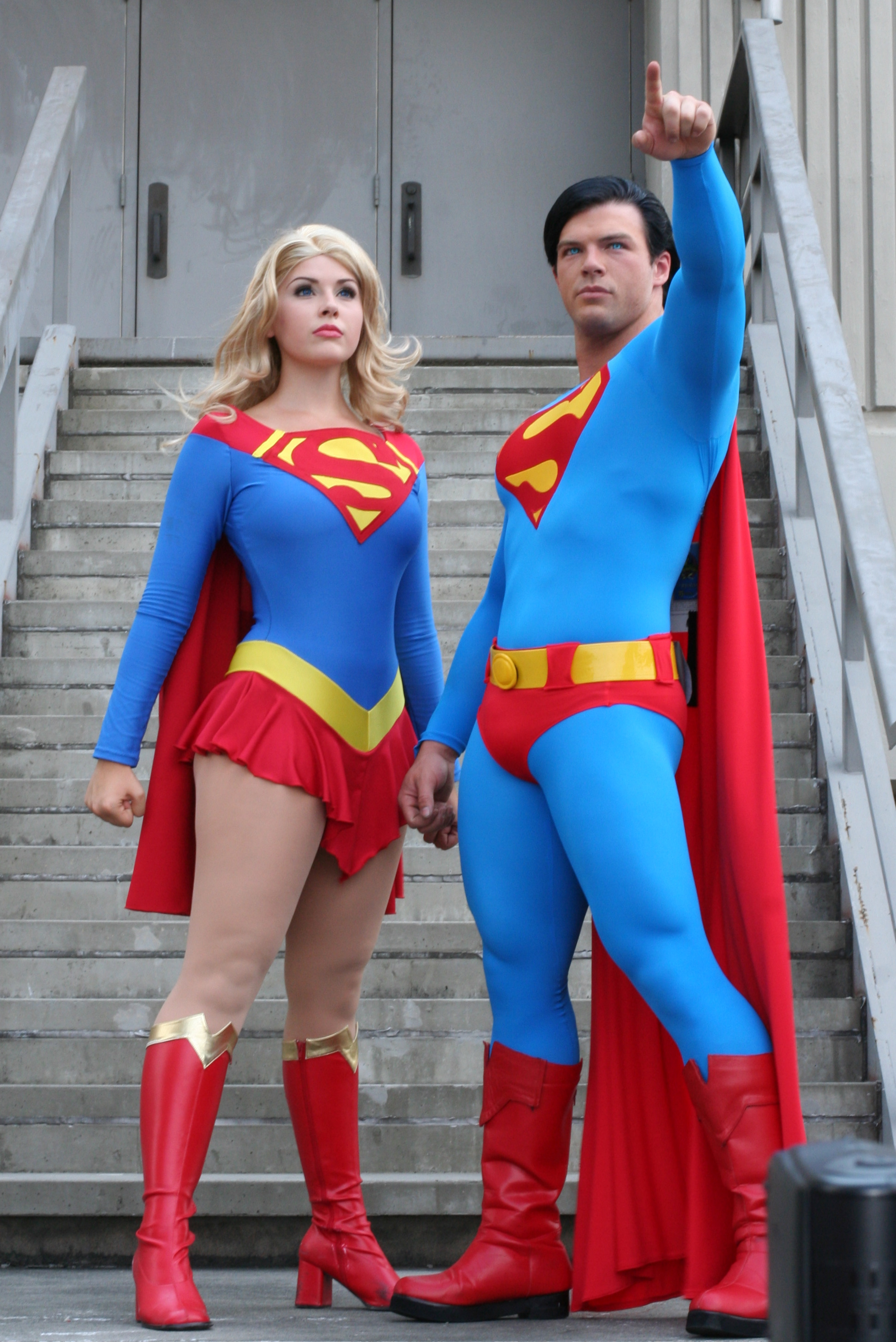
Hóa trang Supergirl
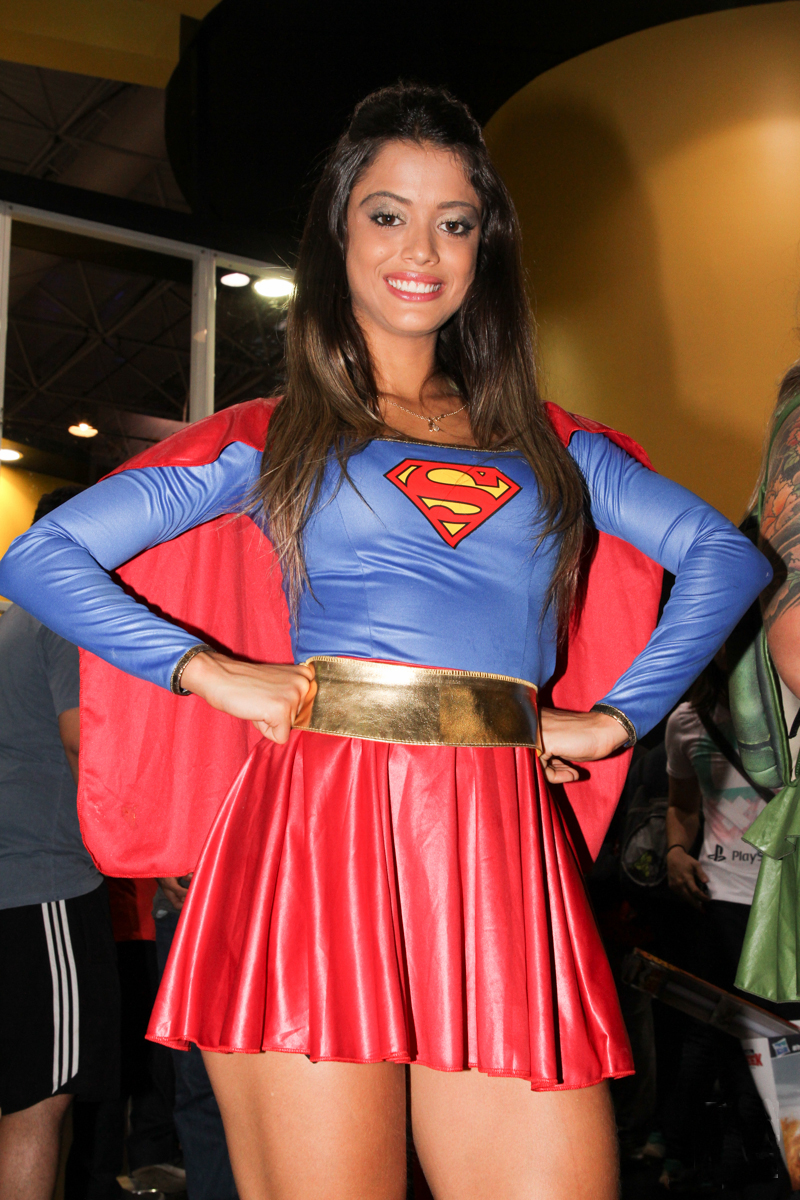
Hóa trang Supergirl
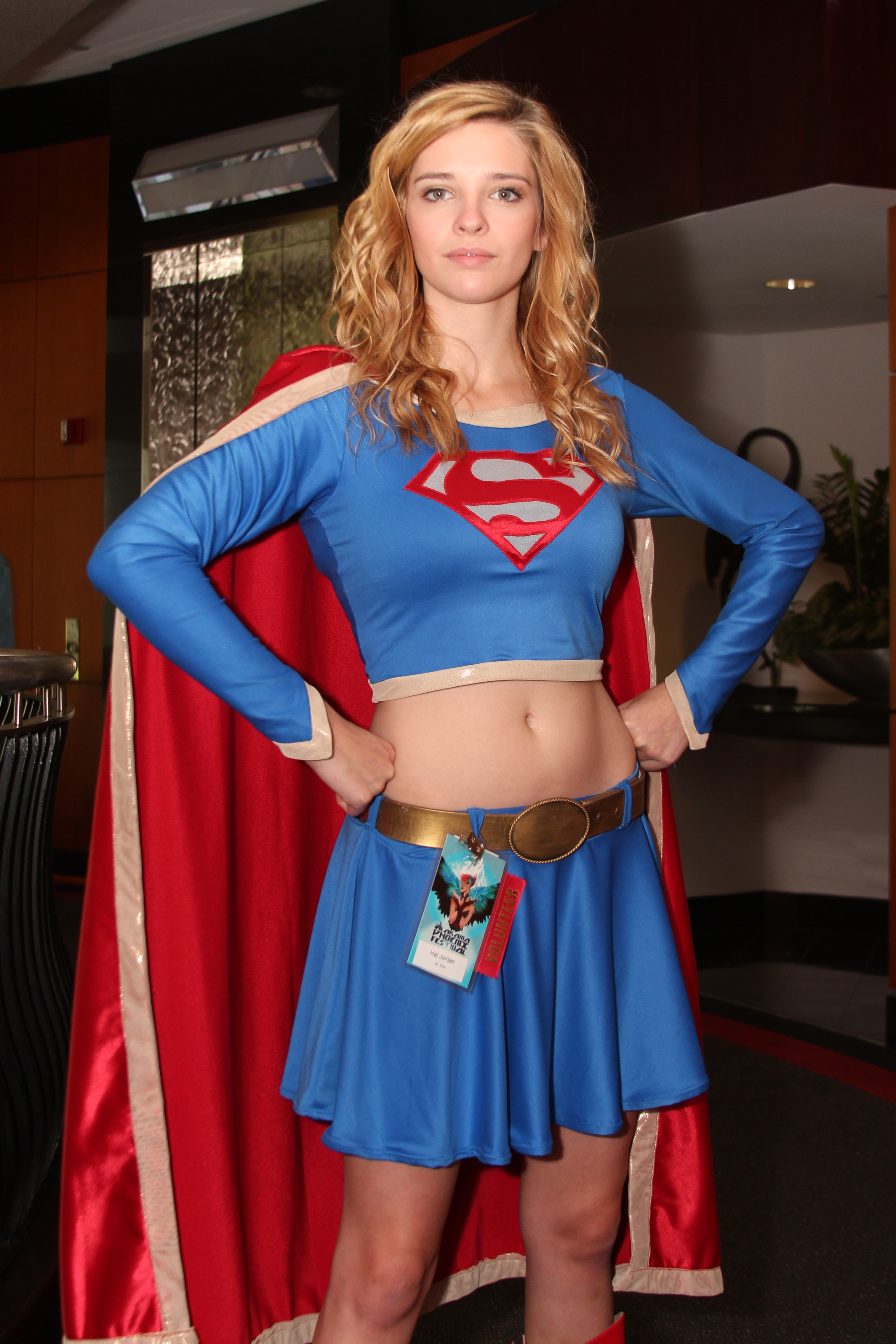
Hóa trang nữ siêu nhân với váy ngắn